# Polygonum biconvexum
Polygonum biconvexum là một loài thực vật có hoa trong họ Rau răm. Loài này được Hayata miêu tả khoa học đầu tiên năm 1908.